# Szynka Świętego Daniela

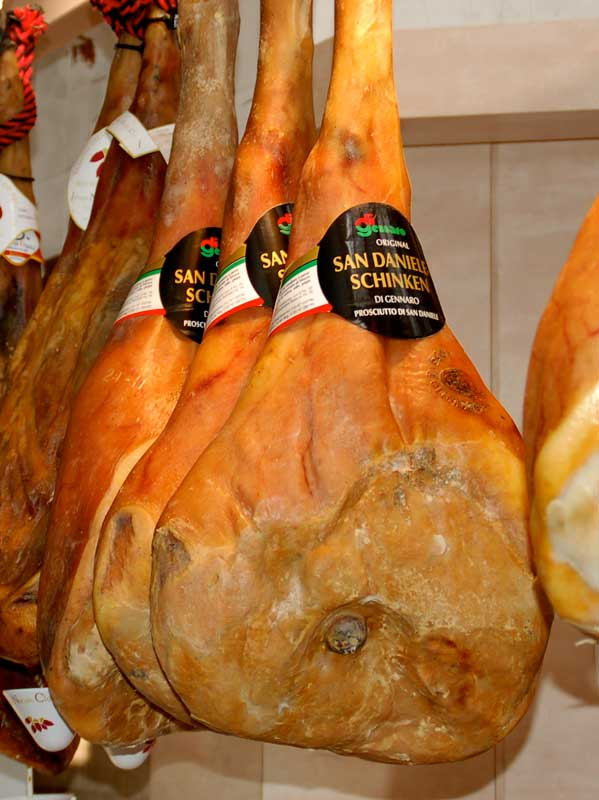
Szynka Świętego Daniela na targu w Stuttgarcie

Szynka Świętego Daniela (wł. Prosciutto di San Daniele) – rodzaj włoskiej szynki, zbliżony w wyglądzie do szynki parmeńskiej, produkowany w 30 wioskach w okolicach San Daniele del Friuli w prowincji Udine (region Friuli-Wenecja Julijska). Wyrób posiada oznaczenie pochodzenia geograficznego Unii Europejskiej i specjalną pieczęć regionalną.
Szynkę wytwarza się ze świeżych udźców wieprzowych wyłącznie włoskiego pochodzenia, przy udziale soli morskiej i przesuszania świeżym powietrzem (nie stosuje się innych dodatków). San Daniele del Friuli znajduje się nieopodal pierwszych wzniesień alpejskich, na kontakcie mas powietrza napływających z gór (zimne) i znad Adriatyku (ciepłe). Powoduje to powstawanie unikatowych warunków dla przesuszania mięsa, co musi trwać minimum 13 miesięcy.
Uzyskany wyrób ma kolor różowo-czerwony, intensywną charakterystyczną woń i delikatny smak. Szynkę tę poleca się spożywać z białym winem wytrawnym, bez dodatków.
Szynka Świętego Daniela jest głównym bohaterem Aria di Festa – festynu organizowanego w ostatni weekend czerwca w San Daniele od końca lat 80. XX w.